# 里弗塞德公園
里弗塞德公園（英語：Riverside Park），或意譯為河畔公園，是一個位於加拿大英屬哥倫比亞省湯普森-尼古拉地區甘露市，依傍湯普森河所建的一個公園，主要範圍介於湯普森河和隆恩街(Lorne St.)之間。

## 資料來源
1. ↑  Phil Lee; Tim Jepson. . Rough Guides. 2013: 682. ISBN 1409332152.
2. ↑   4. Hunter Publishing. 2004: 203. ISBN 2894645082.